# Wilhelm Kuylenstierna (1915–2007)
Carl Wilhelm Fingal Kuylenstierna, född 15 september 1915 på Sperlingsholm i Övraby församling, Hallands län, död 15 mars 2007, var en svensk godsägare.
Kuylenstierna, som var son till godsägare Carl Kuylenstierna och Greta Ryman, avlade studentexamen vid Lundsbergs skola 1936, reservofficersexamen 1939 och var ryttmästare i reserven. Han var innehavare av Sperlingsholms gods från 1949 och verkställande direktör för Sperlingsholms Elektriska Distributions AB från samma år. Han var styrelseledamot i Nissans Kraftförvaltnings AB och Nissans Regleringsintressenter AB. Han ingick 1940 äktenskap med Märta Ankarcrona, dotter till överstelöjtnant Otto Ankarcrona och Ellen Damkier, och blev med henne far till bland andra sångaren och musikern Charlie Kuylenstierna.